# Kumarkhali Upazila
Kumarkhali Upazila är ett underdistrikt i Bangladesh. Det ligger i den centrala delen av landet, 120 km väster om huvudstaden Dhaka.
Trakten runt Kumarkhali Upazila består till största delen av jordbruksmark. Runt Kumarkhali Upazila är det mycket tätbefolkat, med 1 632 invånare per kvadratkilometer.